# Parafia wojskowa św. Judy Tadeusza w Ciechanowie
Parafia wojskowa pw. Świętego Judy Tadeusza w Ciechanowie znajdowała się w Warszawskim Dekanacie Wojskowym Ordynariatu Polowego Wojska Polskiego. Jej proboszczem był ks. mjr Marek Wojnowski. Obsługiwana przez księży diecezjalnych. Erygowana 1 lutego 2005, zlikwidowana 31 marca 2011 roku. Mieściła się przy ulicy Wojska Polskiego.